# عمران‌آباد (اصلاندوز)
عمران‌آباد، روستایی در دهستان اصلاندوز شرقی بخش مرکزی شهرستان اصلاندوز در استان اردبیل ایران است.

## جمعیت
بر پایه سرشماری عمومی نفوس و مسکن در سال ۱۳۹۵، جمعیت این روستا برابر با ۸۲۸ نفر (۲۳۲ خانوار) بوده‌است.